# 김미화 (모델)
김미화는 대한민국의 모델 출신의 배우이고, 1996년 패션 모델로 처음 데뷔하였으며, 2001년부터 배우로 활동하고 있다.

## 출연작

### 연기 활동

#### 영화
- 2001년 《두사부일체》 ... 다방 레지 2 역
- 2006년 《맨발의 기봉이》 ... 윤주 친구 3 역